# Ioan Gnandt

Ioan Gnandt (n. 1951, Arad) este un artist plastic originar din România.
Studii la Facultatea de Desen, Universitatea din Timișoara (1970-1973).

## Biografie și expoziții
Din 1990 trăiește în orașul Békéscsaba, Ungaria.
Lucrează la Teatrul din acest oraș și conduce atelierul de pictură al teatrului.
Este autorul unor scenografii la Teatrul din Békéscsaba și Novisad (Iugoslavia).
- 1973-1978, profesor de desen la Bacău.
- 1978-1990, Arad, Teatrul de Stat.
- Participă activ la viața artistică a orașului, prin expoziții personale, de grup și județene.
- Participări la tabere de documentare expoziții republicane.
- Din anul 1990 membru al UAP, secția Grafică.
- Este autorul unor scenografii la Teatrul din Bekescsaba și Novisad (Iugoslavia).
- Participă la expoziții organizate în orașul natal Arad, ținând astfel legătura cu viața artistică de acolo.

## Lucrări și cronică
|  | În noua suită de lucrări, Gnandt rupe legătura cu tematica de până acum. Expune lucrări în pastel în Galeria Teatrului “Tokai” din Békéscsaba, Expoziția înregistrează evoluția ideatică a artistului din ultimii ani. În centrul atenției nu mai sunt obiectele create de om, ci forme ale existenței, ca pământul. Lucrările lui sunt încărcate cu sensuri metafizice, demonstrând că diferitele forme de existență au strânse legături și nu se află între ele trepte ierarhice. Imaginile lui ne duc la asocieri cu mițcări tectonice și confruntări ale structurilor geometrice. Disciplina și caracterul ordonat al compoziției sunt cerințe indispensabile de el. Văzând lucrările lui, ne gândim când la erupții vulcanice, când la torsuri montane zbuciumate, sau peisaje cubistice. Manifestările plastice ale artistului parcurg o evoluție naturală și ne fac să cunoaștem o personalitate autonomă.” | — 1988, Cs. Tóth János |